# Алозавр
Алозавр (Allosaurus — букв. «інший ящір») — викопний рід великих карнозаврових тероподів, що жив 155—145 мільйонів років тому в пізньому юрському періоді (кімериджський — пізній титонський віки). Перші викопні рештки, які можна було з упевненістю віднести до цього роду, були описані в 1877 році американським палеонтологом Отніелем Чарльзом Маршем. Більшість решток алозавра походять з північноамериканської формації Моррісон, також відомий матеріал з формації Лурінья в Португалії.
Рід має дуже складну таксономію і включає щонайменше три достовірних види, найвідомішим з яких є Allosaurus fragilis. Понад половину 20 століття рід він був відомий як антродемус, але дослідження численних решток з кар'єру динозаврів Клівленда-Ллойда повернуло назву «алозавр» і зробило його одним з найвідоміших динозаврів сьогодні.

## Опис

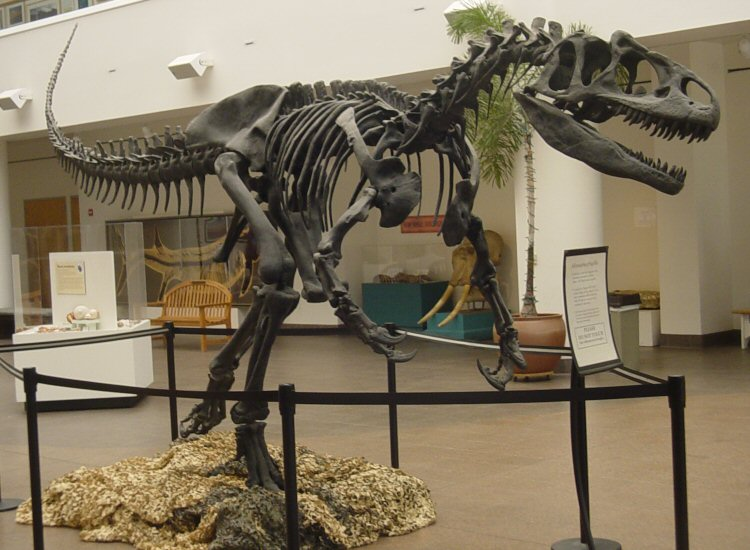
Повний скелет алозавра в Музеї натуральної історії в Сан-Дієго, Каліфорнія.

Ці динозаври жили протягом верхньої частини юрського періоду, від кимериджського ярусу до раннього титона. Назва «алозавр» означає «інший ящір». Вона є похідним від грец. ἄλλος («інший») і σαῦρος («ящір»).
Перші викопні останки, які, безумовно, можна віднести до цього роду, були описані в 1877 році американським палеонтологом Чарльзом О. Маршем, і цього динозавра він назвав тоді Antrodemus. Алозавр був великим двоногим хижаком. Його череп мав великий розмір, щелепа була оснащена десятками гострих, зазубрених зубів. Алозавр сягав завдовжки в середньому 8,5 метрів, 6 метрів заввишки, хоча викопні фрагментарні останки дають можливість припустити, що він міг би досягати й до 12 метрів. Важив алозавр 2,5 тонни. Мав великі та міцні задні кінцівки. Його передні лапи з трьома пальцями були невеликими, і тіло було збалансовано довгим і м'язистим хвостом.
Рід Allosaurus має складну класифікацію, і охоплює невизначену кількість видів, найвідоміший з яких є Allosaurus fragilis (лат. fragilis — «ламкий»).
Основна частка решток алозаврів походить з Північної Америки, з так званої Моррісонської геологічної формації. Там, наприклад, були знайдені шийні хребці гігантського рослиноїдного апатозавра, близького родича диплодока, на яких було видно чіткі сліди зубів алозавра. Деякі фрагменти кістяка знайдені у Португалії і, можливо, Танзанії. У середині XX століття найменування цього динозавра Antrodemus було змінено на Allosaurus, який під цією назвою став одним з найвідоміших динозаврів.

## Палеобіологія

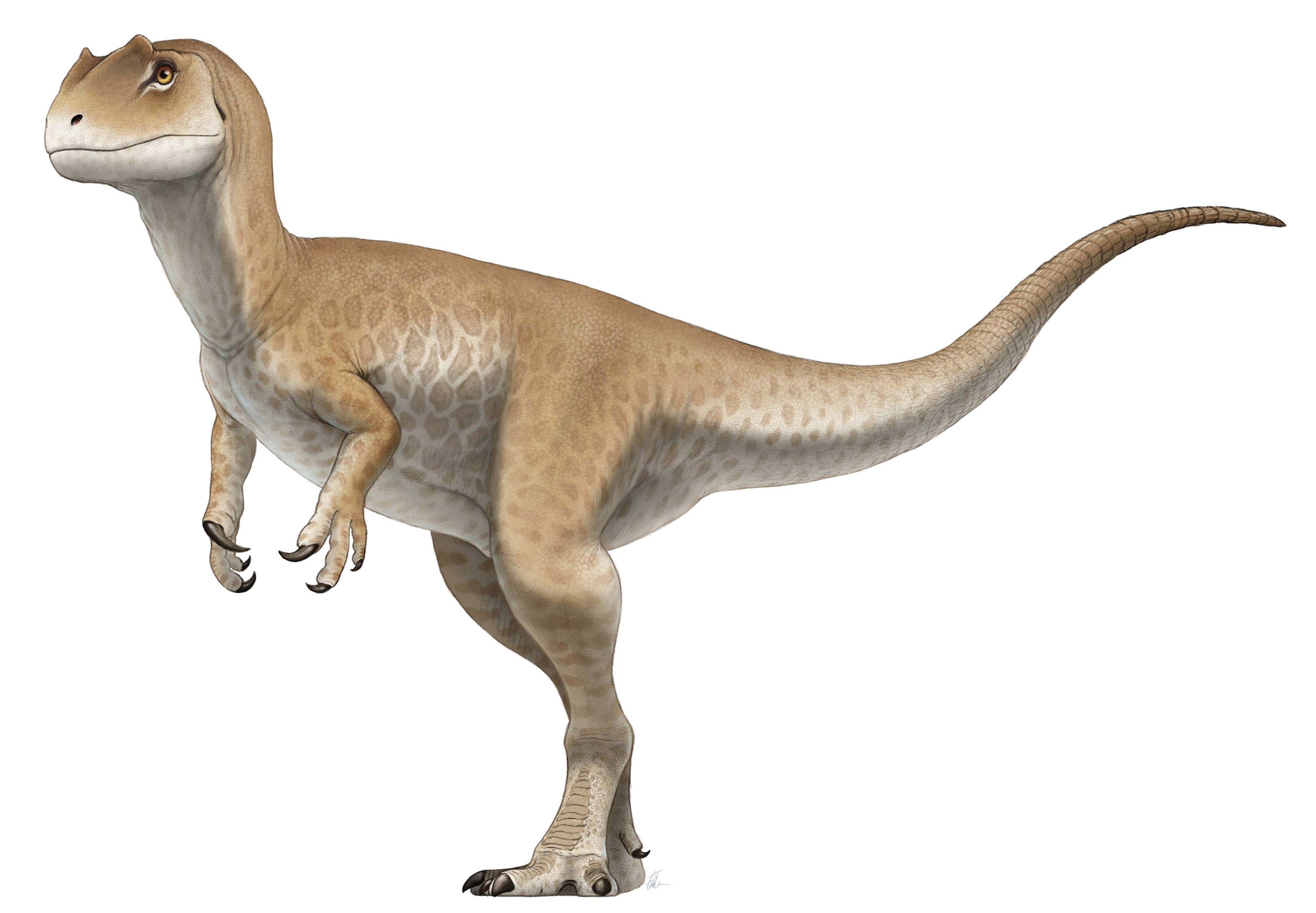
Художня реконструкція молодого алозавра

### Життєвий цикл
Багата колекція скам'янілостей алозаврів майже всіх вікових груп дозволяє вченим вивчати, як тварина росла і якою могла бути тривалість її життя. Можливо відомі рештки навіть стадії яйця — припускається, що розчавлені яйця, винайдені у Колорадо могли належати алозавру.
Виходячи з гістологічного аналізу кісток кінцівок алозавра, відкладення кісткової тканини припиняється приблизно у віці від 22 до 28 років, що можна порівняти з віком інших великих тероподів, таких як тиранозавр. З того ж аналізу випливає, що його максимальний темп росту припадав на вік у 15 років, з оціночною швидкістю у 150 кг на рік.

### Палеопатологія

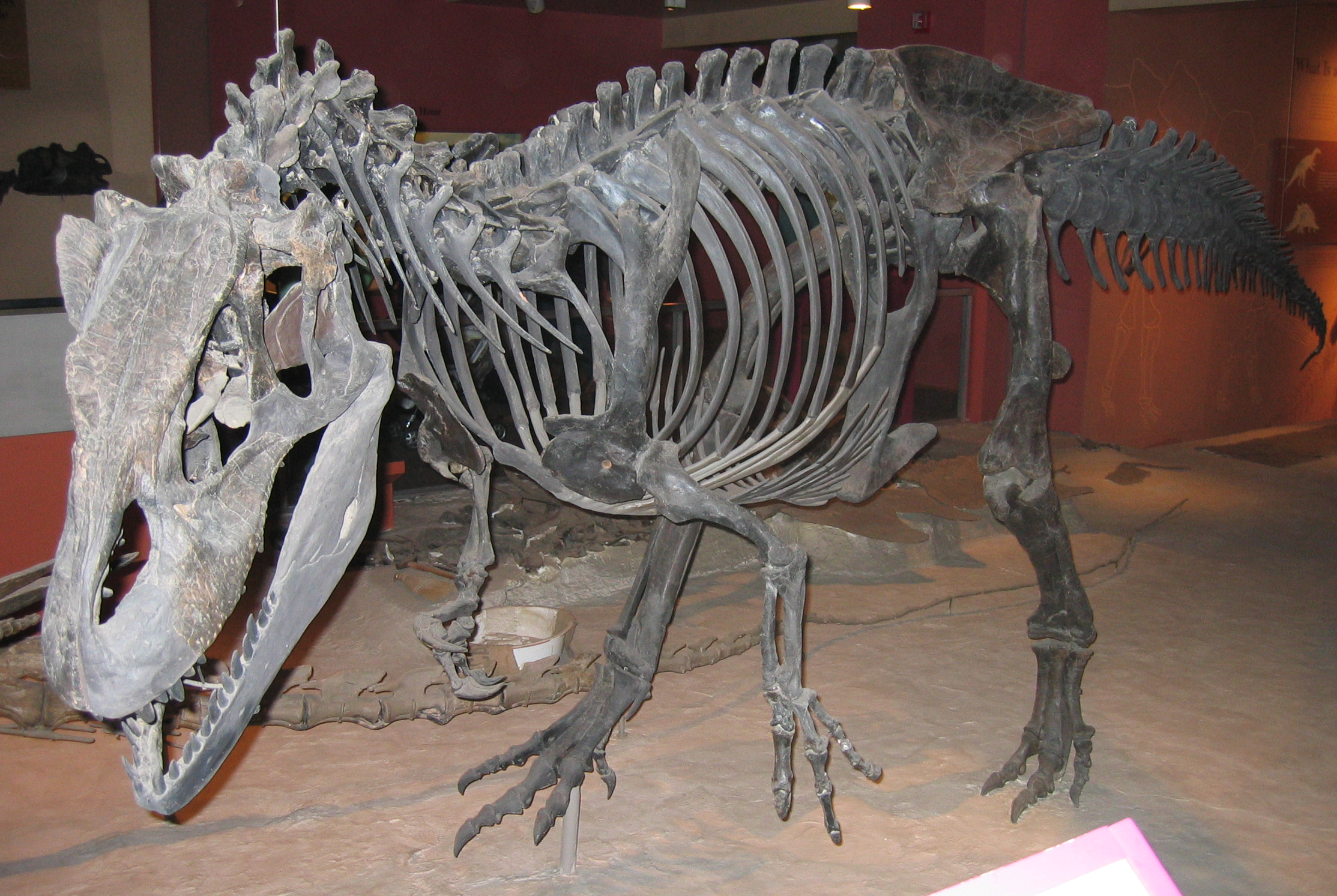
Змонтований скелет A. fragilis (USNM4734), що має декілька загоєних травм

У 2001 році Брюс Ротшильд (Bruce Rothschild) та його колеги опублікували дослідження стресових та авульсійних переломів у тероподів та їхній вплив на їхню поведінку. Оскільки стресові переломи спричиняються повторними травмами, а не одиничними випадками, вони, швидше за все, викликані поведінкою тварини, ніж іншими видами травм. Стресові та авульсійні переломи передніх кінцівок мають особливе поведінкове значення, оскільки в той час як травми ніг можуть бути спричинені бігом або міграцією, здобич, якій тварина надає перевагу, є найбільш вірогідним джерелом травм кисті.
Алозавр був одним з двох досліджених тероподів, у яких спостерігався відрив сухожилля, і в обох випадках відрив стався на передній кінцівці. Коли дослідники шукали стресові переломи, вони виявили, що в алозавра їх було значно більше, ніж в альбертозавра, орнітоміма або археоорнітоміма. З 47 кісток кисті, які досліджували вчені, у трьох були виявлені стресові переломи. Також було досліджено 281 кістку стопи та виявлено, що 17 з них мають стресові переломи. Переломи кісток стопи «поширювалися на проксимальні фаланги» і траплялися на всіх трьох пальцях стопи в кількостях, що «статистично не відрізняються». Оскільки нижній кінець третьої плеснової кістки під час бігу алозавра контактував із землею першим, на нього припадало найбільше навантаження. Якщо стресові переломи алозаврів були спричинені пошкодженнями, що накопичувалися під час ходьби або бігу, то ця кістка мала б зазнати більше переломів від стресу, ніж інші.
Автори роблять висновок, що ці переломи сталися під час взаємодії зі здобиччю, коли алозавр намагався утримати лапами здобич, що відбивалася. Велика кількість стресових переломів та авульсійних травм в алозаврів свідчать про «дуже активне» хижацтво, а не дієту падальника.
Крім того, в кар'єрі Дана у Вайомінгу було знайдено дорослу особину алозавра, яка страждала на спондилоартропатію (артрит або спондилоартрит). Ця знахідка є першим відомим викопним доказом спондилоартропатії у тероподів.

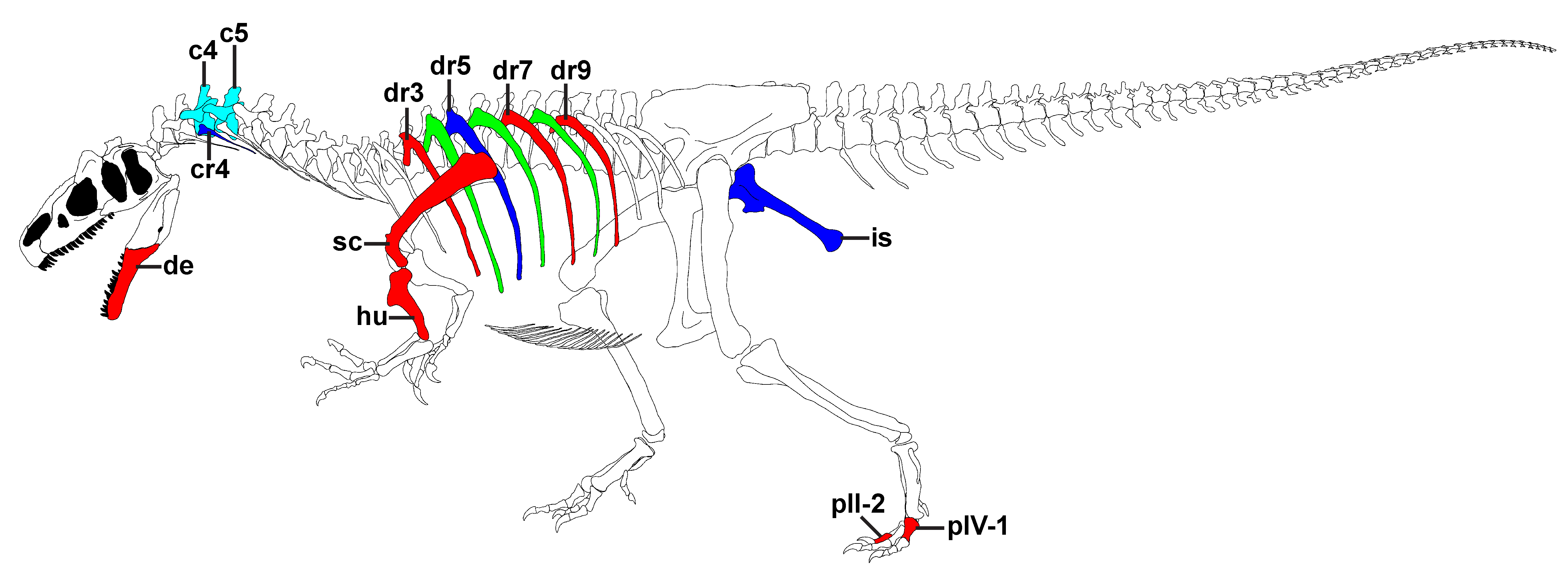
Скелетна реконструкція «Великого Ала II», що демонструє кістки з патологіями

Інші патології, про які писалося в алозаврів, включають:
- переломи двох ребер за типом «зеленої гілки» (greenstick fracture).
- зрощені переломи плечової та променевої кісток.
- викривлення суглобових поверхонь стопи, можливо, через остеоартроз або вади розвитку.
- остеопетроз на ендостальній поверхні великогомілкової кістки.
- викривлення суглобових поверхонь хвостових хребців, можливо, через остеоартрит або вади розвитку.
- «обширний неопластичний анкілоз хвостових хребців» та зрощення шевронів з центром хребця, можливо, внаслідок фізичної травми.
- коосифікація — зрощення шляхом закостеніння — центрів хребців на кінчику хвоста.
- ампутація шеврона та кістки стопи, ймовірно, внаслідок укусів.
- «обширні екзостози» на першій фаланзі третього пальця стопи.
- ураження, подібні до тих, що спричинені остеомієлітом у двох лопатках.
- кісткові шпори в передщелепній кістці, нижній щелепі та двох п'ясткових кістках.
- екзостоз педальної фаланги, можливо, спричинений інфекційним захворюванням.
- п'ясткова кістка з круглим вдавленим переломом.

## У культурі
Алозавра дуже часто відтворюють у художніх фільмах (зокрема у фільмовій адаптації 1952 року «Загубленого світу» Артура Конан Дойла), численних науково-популярних фільмах та коміксах.
Алозавр є офіційною державною скам'янілістю штату Юта в США.